# مرکز آکادمی فوتبال کلیر فونتین
مرکز فنی ملی فوتبال فرناند ساستره (به فرانسوی: Centre technique national Fernand-Sastre) که به‌طور معمول به آن آی‌ان‌اف کلیر فونتین (به‌طور کامل:INF Clairefontaine ,"Institut national du football de Clairefontaine") نیز گفته می‌شود؛ یک آکادمی ملی فوتبال است که طور خاص به پرورش بازیکنان فرانسوی می‌پردازد.این آکادمی یکی از سیزده آکادمی برتر فوتبال در کشور فرانسه و همین‌طور کشورهای همسایه فرانسه به‌شمار می‌آید که تحت نظارت فدراسیون فوتبال فرانسه است. تنها بهترین بازیکنان ناحیهٔ ایل-دو-فرانس در این آکادمی آموزش می‌بینند. دوازده آکادمی دیگر در کاستلمورو ،شاتورو ،لیئون ،دیژون ،مارسی، پلوف‌راگان ،ویشی ،رنس، رئونیون، سن سباستین سور لور ،گوادلوپ و تلانس قرار دارند.
آکادمی فوتبال کلیر فونتین در سال ۱۹۸۸ و به افتخار فرناند ساستره رئیس فدراسیون فوتبال فرانسه از سال ۱۹۷۲–۱۹۸۴ با این نام تأسیس شد. این مرکز در ۵۵ کیلومتری جنوب غربی پاریس و در کلیر فونتین-ان-ایولین واقع شده است که به عنوان یکی از معروفترین آکادمی‌های فوتبال جهان شناخته می‌شود. این آکادمی سابقهٔ ساختن بازیکنان فرانسوی با ارزشی همچون نیکولا آنلکا ،لوئیس ساها، ویلیام گالاس، حاتم بن عرفاً، ابو دیابی، سباستین باسانگ ،مهدی بن‌عطیه، بلز ماتویدی، کیلین ام‌باپه ،الیویه ژیرو و برترین گلزن تیم ملی فرانسه تیری آنری را در کارنامهٔ خود دارد. این مکان همچنین به عنوان خانهٔ تیم ملی فرانسه در جام جهانی ۱۹۹۸ و به عنوان کمپ تیم ملی فرانسه توجه رسانه‌ها را به خود جلب کرد.

## نگارخانه

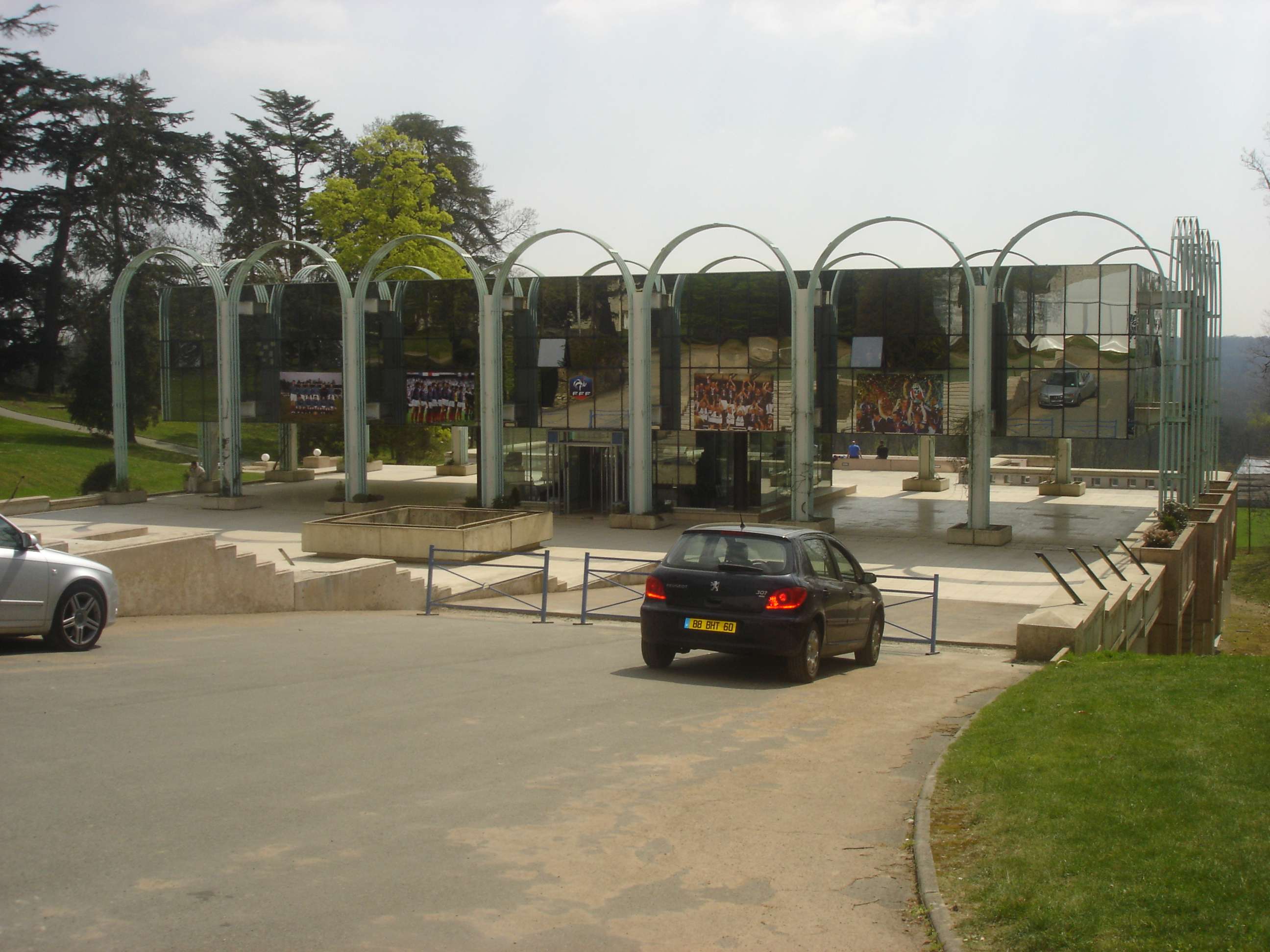
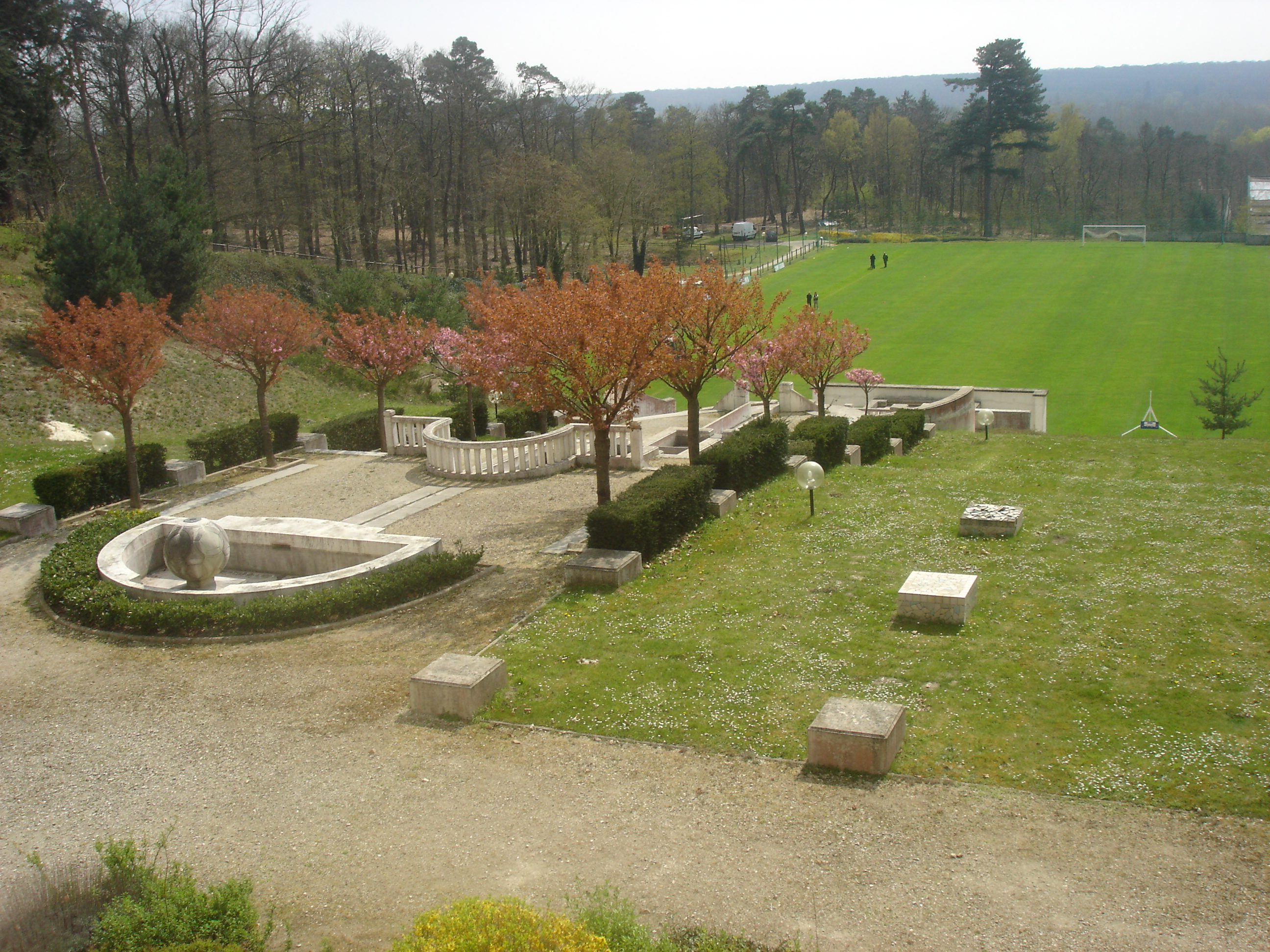
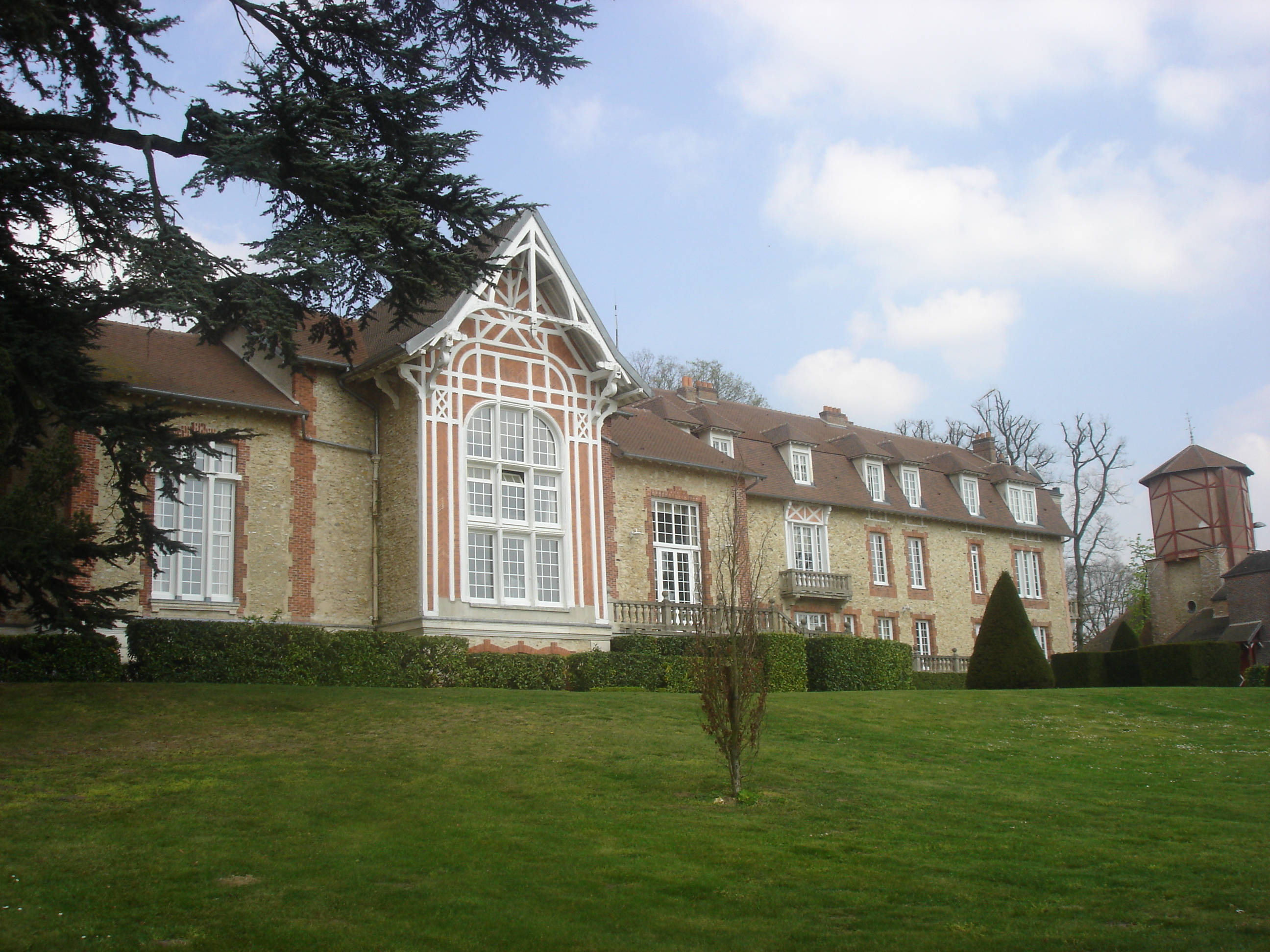